# Удилькур
Удильку́р (фр. Houdilcourt) — коммуна во Франции, находится в регионе Шампань — Арденны. Департамент коммуны — Арденны. Входит в состав кантона Асфельд. Округ коммуны — Ретель.
Код INSEE коммуны — 08229.
Коммуна расположена приблизительно в 145 км к северо-востоку от Парижа, в 55 км севернее Шалон-ан-Шампани, в 60 км к юго-западу от Шарлевиль-Мезьера.

## Население
Население коммуны на 2008 год составляло 148 человек.
| 1962 | 1968 | 1975 | 1982 | 1990 | 1999 | 2008 |
| ---- | ---- | ---- | ---- | ---- | ---- | ---- |
| 78   | 106  | 111  | 125  | 153  | 140  | 148  |

## Экономика

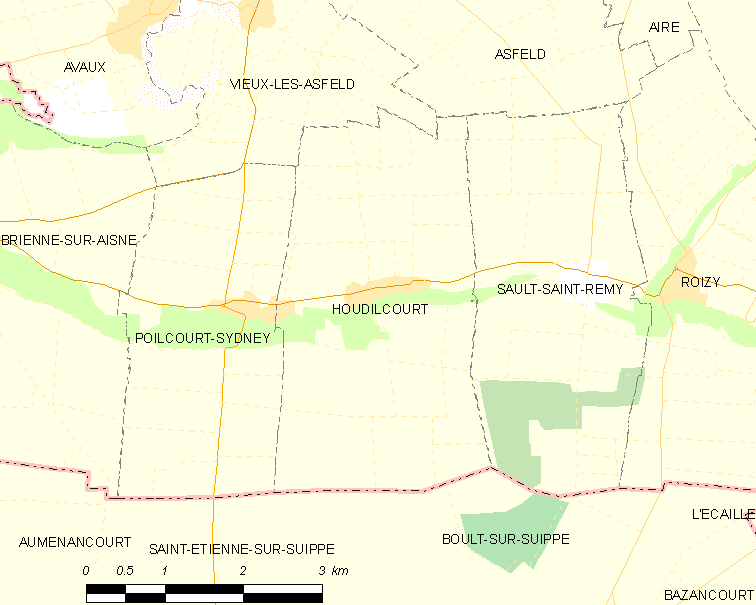
Карта коммуны

В 2007 году среди 101 человек в трудоспособном возрасте (15—64 лет) 74 были экономически активными, 27 — неактивными (показатель активности — 73,3 %, в 1999 году было 60,4 %). Из 74 активных работали 63 человека (37 мужчин и 26 женщин), безработных было 11 (5 мужчин и 6 женщин). Среди 27 неактивных 7 человек были учениками или студентами, 11 — пенсионерами, 9 были неактивными по другим причинам.

## Достопримечательности
- Бывшая мельница XIX века, ныне переделана в дом. Памятник культурного наследия.[3]